# Schwarze Apfelbeere
Die Schwarze Apfelbeere (Aronia melanocarpa) ist eine Pflanzenart aus der Gattung Apfelbeeren (Aronia) innerhalb der Familie der Rosengewächse (Rosaceae). Manchmal wird sie auch Kahle Apfelbeere oder Schwarze Eberesche genannt; allerdings gehört sie nicht zur gleichen Gattung Sorbus wie die Eberesche.

## Beschreibung, Ökologie und Ähnlichkeit zu anderen Arten

Illustration

Die Schwarze Apfelbeere wächst als laubabwerfender Strauch und erreicht Wuchshöhen von 1 bis 3 Metern. Die Borke ist glatt und gräulich.
Die Schwarze Apfelbeere ist der Filzigen Apfelbeere (Aronia arbutifolia) vom Laub und den Blüten sehr ähnlich, wobei die anfängliche Behaarung bald verschwindet; das Laub ist weniger glänzend.
Die einfachen, kurz gestielten und wechselständigen Laubblätter sind verkehrt-eiförmig bis elliptisch, lanzettlich oder rundlich. Der kurze Blattstiel ist bis 5 mm lang, die Spreite ist bis 7–9 cm lang und bis 3–4 cm breit. Die Blätter sind am Rand fein gesägt, mit rötlichen Drüsen besetzten Zähnchen und an der Spitze sind sie bespitzt bis zugespitzt. Unterseits sind die Blätter schwach bis leicht behaart und oberseits sind sie auf der Mittelader mit rötlichen Drüsen besetzt. Es sind kleine Nebenblätter vorhanden. Die Herbstfärbung ist rötlich.
Die Blütezeit reicht in manchen Gebieten von Mai bis Juni (von Juli bis August). Es werden endständige, aufrechte, vielblütige und schirmtraubige Blütenstände gebildet. Die weißen, duftenden und gestielten Blüten sind zwittrig und werden durch Insekten bestäubt. Die Blüten sind fünfzählig mit doppelter Blütenhülle, der Blütenstiel ist mehr oder weniger behaart. Der kleine, grüne bis mehr oder weniger rötliche und außen fast kahle und innen haarige Kelch, mit kleinen Zipfeln ist drüsig. Die kahlen, ausladenden Kronblätter sind kurz genagelt mit rundlicher Platte. Es sind viele Staubblätter mit rötlichen Antheren vorhanden. Der mehrkammerige Fruchtknoten ist unterständig, mit fünf, basal genäherten oder knapp verwachsenen Griffeln. Es ist ein Diskus vorhanden.
Die reifen, rundlichen Apfelfrüchte (Scheinfrucht) sind schwarz und glänzend, sowie etwa 6–10 (Zucht bis 16) Millimeter groß. An der Spitze ist der eingesenkte Kelch mit Kelchhöhle erhalten, sie sind fast kahl bis etwas behaart. Sie fallen im Herbst bald nach der Reife ab. Ihr Geschmack ist herb süßlich, das Fruchtfleisch ist meist rötlich gefärbt. Die 5–10, etwa 3–4 Millimeter großen, braunen, eiförmigen bis halbmondförmigen Samen in den papierigen Fächern, reifen von Oktober bis Dezember.

## Verbreitung und gärtnerische Geschichte

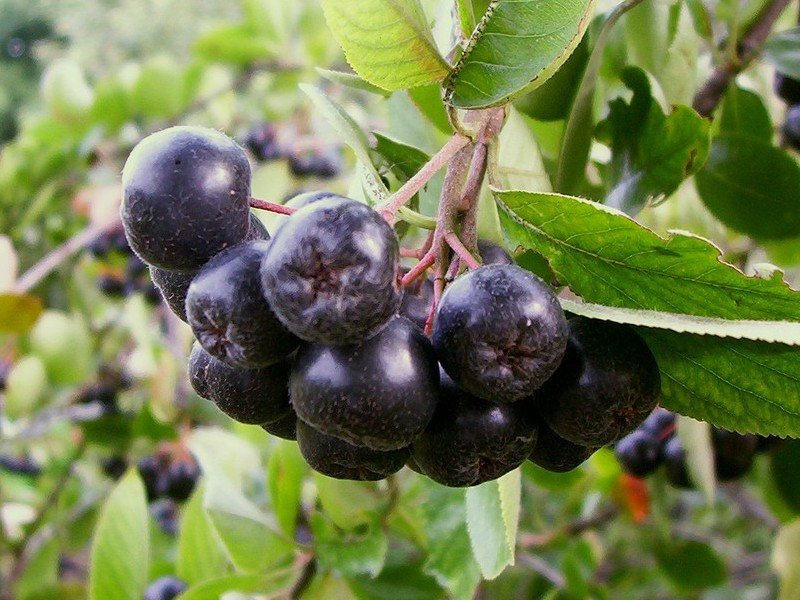
Früchte

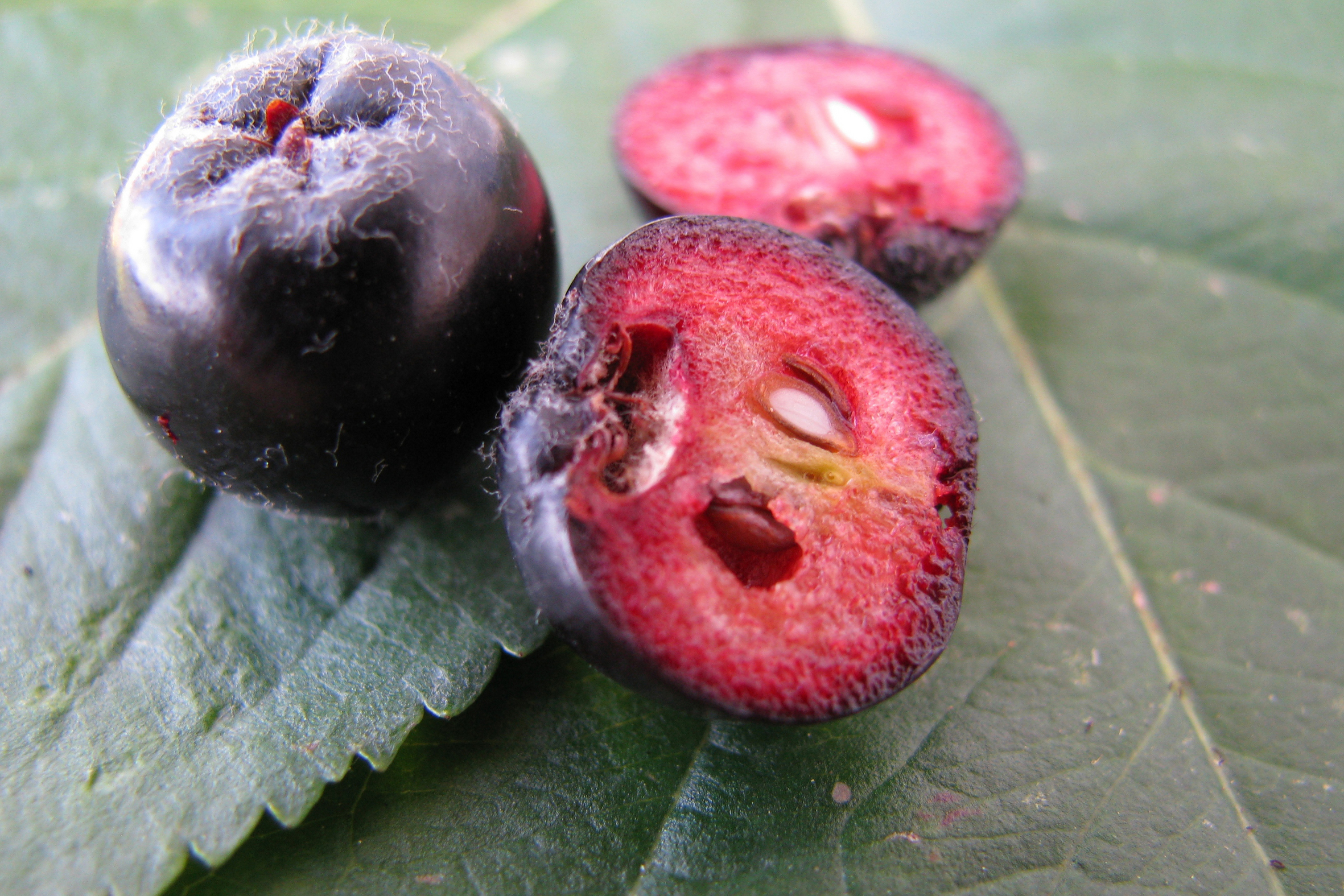
Apfelbeeren

Aronia melanocarpa ist ursprünglich in den nordöstlichen USA heimisch. Sie kam etwa um 1900 nach Russland, wo der ernährungsphysiologische Wert der Früchte schließlich erkannt und untersucht wurde.
In den 1950er Jahren kamen die Früchte schließlich über den Balkan nach Mitteleuropa. Die robusten Sträucher, denen Schädlinge und Pilze kaum etwas anhaben können, werden inzwischen nicht nur in Tschechien und Slowenien angebaut, sondern auch in Deutschland, im Freistaat Sachsen (vor 1989 in Sörnewitz, heute auf Plantagen in Sörnewitz, Stolpen bei Dresden, Schirgiswalde, in der Oberlausitz und Rothenburg bei Görlitz) und in Bayern im Landkreis Landshut.

## Verwendung

### Verwendung als Nahrungspflanze
Die Früchte werden für die Herstellung von Gelee, Marmelade, Saft, Wein und Likör verwendet.
Die Früchte haben einen herb-säuerlichen, etwas an Heidelbeeren erinnernden Geschmack. Die Kerne enthalten Amygdalin. Der Frischverzehr kleinerer Mengen ist aber durchaus unbedenklich. Zunehmend findet man ihren Saft, oft zusammen mit anderen Fruchtsäften, industriell verarbeitet. Die getrockneten Früchte können in Teemischungen als Ersatz für Hibiskusblüten dienen. Die Früchte sind ein wichtiger Lieferant für Lebensmittelfarbstoff zur Verarbeitung in der Lebensmittelindustrie.

### Verwendung als Heilpflanze
Als Heildroge werden die reifen frischen oder die getrockneten Früchte verwendet.
Sie enthalten als Wirkstoffe Anthocyanfarbstoffe und Flavonoide, besitzen hohen Vitamin- und Mineralstoffgehalt, darunter auffällig viel Folsäure, Eisen und Jod, daneben Zucker und geringe Mengen Gerbstoffe.
Arzneiliche Anwendungen sind bisher aus Russland bekannt, wo die Apfelbeere in der Volksheilkunde gegen zu hohen Blutdruck, Magenschleimhautentzündungen, Harnwegsinfektionen oder Arterienverkalkung eingesetzt wird. Von den Inhaltsstoffen her könnte die Apfelbeere möglicherweise auch in Mitteleuropa an Bedeutung gewinnen.

### Kulturformen
Es gibt die Sorten und auch noch andere:
- 'Viking': große flachkugelige, schwarze, glänzende Früchte, größer als 'Nero', bis 16 mm groß. Nicht ganz so aromatisch wie die Wildform, dafür ertragreicher und mit Wuchshöhen von etwa 1,5 bis über 2 Metern für die Handernte gezüchtet.
- 'Nero': etwa 12 mm groß, sehr saftige, kaum glänzende, aromatische Früchte, die sehr gut zur Herstellung von Marmeladen o. ä. verwendet werden können. Höhe 1,5 bis über 2 Meter, der Gerbstoffgehalt ist bei diesen Früchten niedriger als bei der Wildform. Sie ist die meist angebaute und ertragreichste Sorte in Deutschland und Polen. In Ostdeutschland steht sie seit den 1970er Jahren in der Kultur; in westdeutschen Baumschulen wird sie als „Schwarze Colorado-Beere“ angeboten.
- 'Rubina': große bis zu 14 mm groß, dunkel-violette, wachsige Früchte, sehr ertragreich, Höhe bis 1,5–1,8 Metern. Äußerst farbintensiv. Antioxidantisch. Wurde in Ungarn gezüchtet, seit 1994 besteht Sortenschutz.
- 'Hugin': bis zu 7 mm groß, violett-schwarze, kleine Früchte, Höhe meist unter 1,2–1,5 Metern, sehr ertragreich mit hohem Vitamin-C-Gehalt, in Schweden gezüchtet, daher sehr frostfest.